# 埃尔夫韦勒
埃尔夫韦勒是德国莱茵兰-普法尔茨州的一个市镇。总面积8.84平方公里，总人口1182人，其中男性607人，女性575人（2011年12月31日），人口密度134人/平方公里。